# آل مولینارو
آل مولینارو (انگلیسی: Al Molinaro; ۲۴ ژوئن ۱۹۱۹ – ۳۰ اکتبر ۲۰۱۵) هنرپیشه اهل ایالات متحده آمریکا بود. وی بین سال‌های ۱۹۵۴ تا ۲۰۰۳ میلادی فعالیت می‌کرد.
او در فیلم جمعه عجیب بازی کرده‌است.